# 交通困難地
交通困難地（こうつうこんなんち）とは、日本郵便株式会社が内国郵便約款第79条において定めた、交通が困難であるため郵便の配達が困難となる特定の地域である。「交通困難地」は、日本郵便が同約款で用いている正式な用語である。また同約款第97条では、交通困難地に該当する地域には速達の取扱いを行わないことを定めている。

## 定義
日本郵便は、内国郵便約款第2章第79条第1項において、交通困難地における郵便配達について、以下のとおり定めている。
また、同約款第5章第1節第97条において、交通困難地では速達の取扱いを行わない旨を、以下のとおり定めている。

## 一覧
2025年3月24日現在。日本郵便「交通困難地・速達取扱地域外一覧」に掲載されている地域のみ記載、掲載順は同一覧に準拠。
なお、日本郵便が公開している「交通困難地・速達取扱地域外一覧」には、「ただし、居住者のいない地域は、交通困難地及び速達配達地域外であっても掲載しておりません。」とあるため、当記事の一覧に記載がなくても、居住者のない交通困難地が存在する可能性はある。

### 北海道・東北地方
北海道厚岸郡厚岸町
小島
北海道礼文郡礼文町
船泊村メシクニ、メシコタイ
山形県西村山郡大江町
貫見字古寺（11月1日 - 翌5月末日）
福島県南会津郡檜枝岐村
尾瀬沼（11月1日 - 翌4月末日） 
燧ヶ岳 

### 関東地方
栃木県那須塩原市
板室字三斗小屋温泉
東京都小笠原村
硫黄島
南鳥島

### 甲信越地方
山梨県北杜市
白州町横手字七丈
山梨県南都留郡富士河口湖町
河口字御巣鷹山
長野県大町市
平字大沢小屋、種池小屋、水俣
長野県茅野市
豊平字赤岳温泉、オーレン小屋、夏沢鉱泉
長野県松本市
安曇
大滝山、奥岩留、奥穂高岳、上高地（11月11日 - 翌4月26日）
涸沢、位原（11月1日 - 翌6月末日）
坂巻（11月11日 - 翌4月26日）
殺生小屋、岳沢、徳本峠、徳沢、中の湯（11月11日 - 翌4月26日）
西岳、乗鞍肩の小屋（11月1日 - 翌6月末日）
冷泉小屋（11月1日 - 翌6月末日）
明神池、槍ヶ岳、槍沢、横尾
入山辺字
美ヶ原山頂
長野県木曽郡上松町
小川字敬神の滝、駒ヶ岳
長野県木曽郡王滝村
木曽御岳山頂
長野県木曽郡木曽町
三岳黒沢字
石室、御岳山山頂、行場小屋、金剛堂、二ノ池小屋
長野県北安曇郡白馬村
北城字
唐松小屋、黒菱、天狗小屋、白馬山頂、白馬尻、八方池、鑓温泉
長野県下伊那郡大鹿村
鹿塩字広河原
長野県下高井郡野沢温泉村
大字豊郷上ノ平高原(自11月１日～至翌５月末日)
長野県下高井郡山ノ内町
平穏字
横手（11月1日 - 翌4月末日）
横手山頂（11月1日 - 翌4月末日）
長野県南佐久郡小海町
稲子字緑池
千代里字白駒池
長野県南佐久郡南牧村
海尻字本沢
新潟県三条市
吉野屋字法正院（12月1日 - 翌3月末日）
新潟県上越市
後谷（12月1日 - 翌3月末日）
新潟県南魚沼郡湯沢町
三国字赤湯

### 北陸地方
富山県黒部市
宇奈月町阿曽原、黒薙温泉、欅平、小黒部、小屋平、仙人谷、出平、西鐘釣、猫又、祖母谷
富山県富山市
有峰雲の平、五色小屋
富山県中新川郡立山町
芦峅寺一ノ越、大汝、地獄谷、大日平、立山山頂、剣御前、剣沢、別山乗越、真砂沢、水谷、雷鳥沢

### 東海地方
岐阜県飛騨市
河合町角川字臼坂（12月1日 - 翌3月末日）
岐阜県揖斐郡揖斐川町
門入
静岡県駿東郡小山町
須走字本八合目

### 近畿地方
一覧に記載地域なし

### 中国地方
一覧に記載地域なし

### 四国地方
徳島県三好市
東祖谷見ノ越（12月1日 - 翌3月末日）
香川県坂出市
与島町小与島
香川県小豆郡土庄町
甲字余島
愛媛県今治市
今治村比岐島
愛媛県新居浜市
立川山字角石原
愛媛県上浮穴郡久万高原町
土小屋（12月1日 - 翌3月末日）

### 九州・沖縄地方
一覧に記載地域なし